# اچ‌سی‌اس
اچ‌سی‌اس (انگلیسی: Harman Connected Services) شرکت نرم‌افزار آمریکایی است، که در سال ۲۰۰۱ تأسیس شد.